# Christian Sucksdorff
Christian Gustaf Sucksdorff, född 8 februari 1928 i Sodankylä, död 23 oktober 2016 i Helsingfors, var en finländsk geofysiker. Han var son till Eyvind Sucksdorff.
Sucksdorff var anställd som chefsmeteorolog vid Meteorologiska institutet 1958–1971, blev filosofie doktor 1968, var chef för nämnda instituts geomagnetiska avdelning 1969–1985 och chef (med professors titel) för geofysiska avdelningen 1972–1993. Han skrev ett 50-tal alster om mätteknik inom magnetism och uppgörandet av magnetkartor över Finlands område. Tillsammans med Jerzy Jankowski skrev han läroboken Guide on Magnetic Measurements and Observatory Practice (1996).